# Louis Aldrich
Louis Aldrich, pseudonimo di Salma Lyon (1º ottobre 1843 – Kennebunkport, 17 giugno 1901), è stato un attore teatrale statunitense.

## Biografia

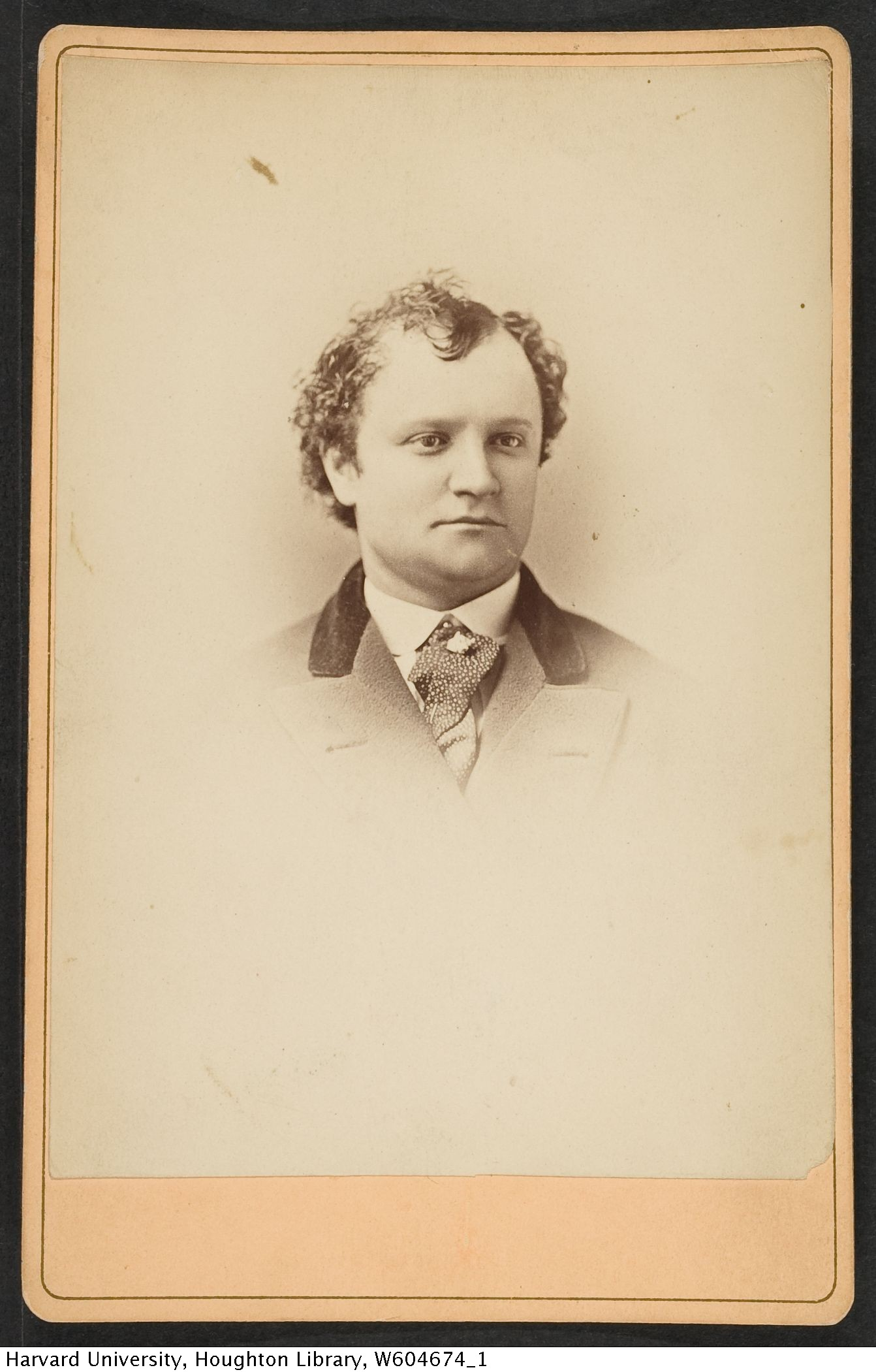
Louis Aldrich nel 1871

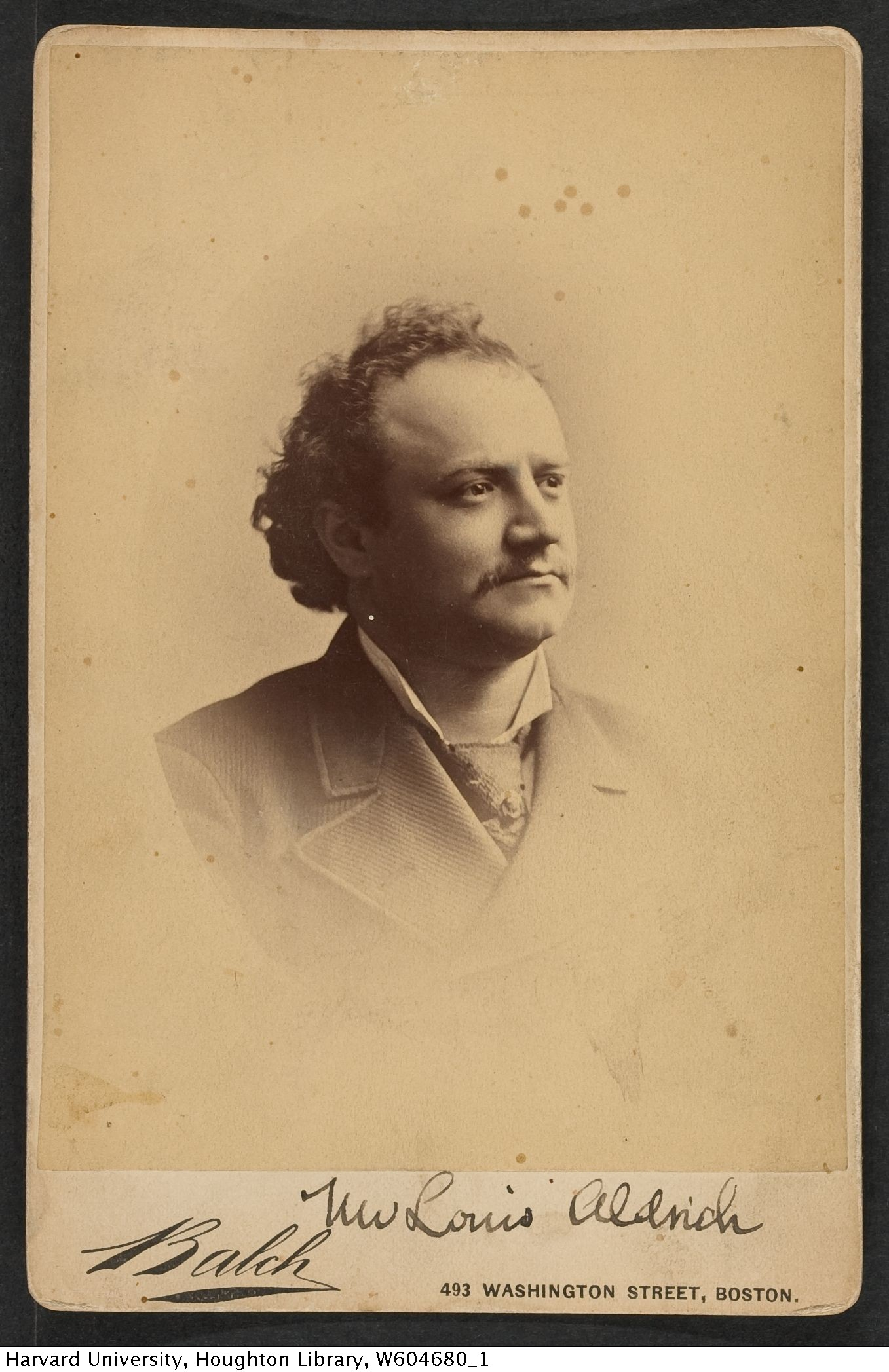
Louis Aldrich nel 1877

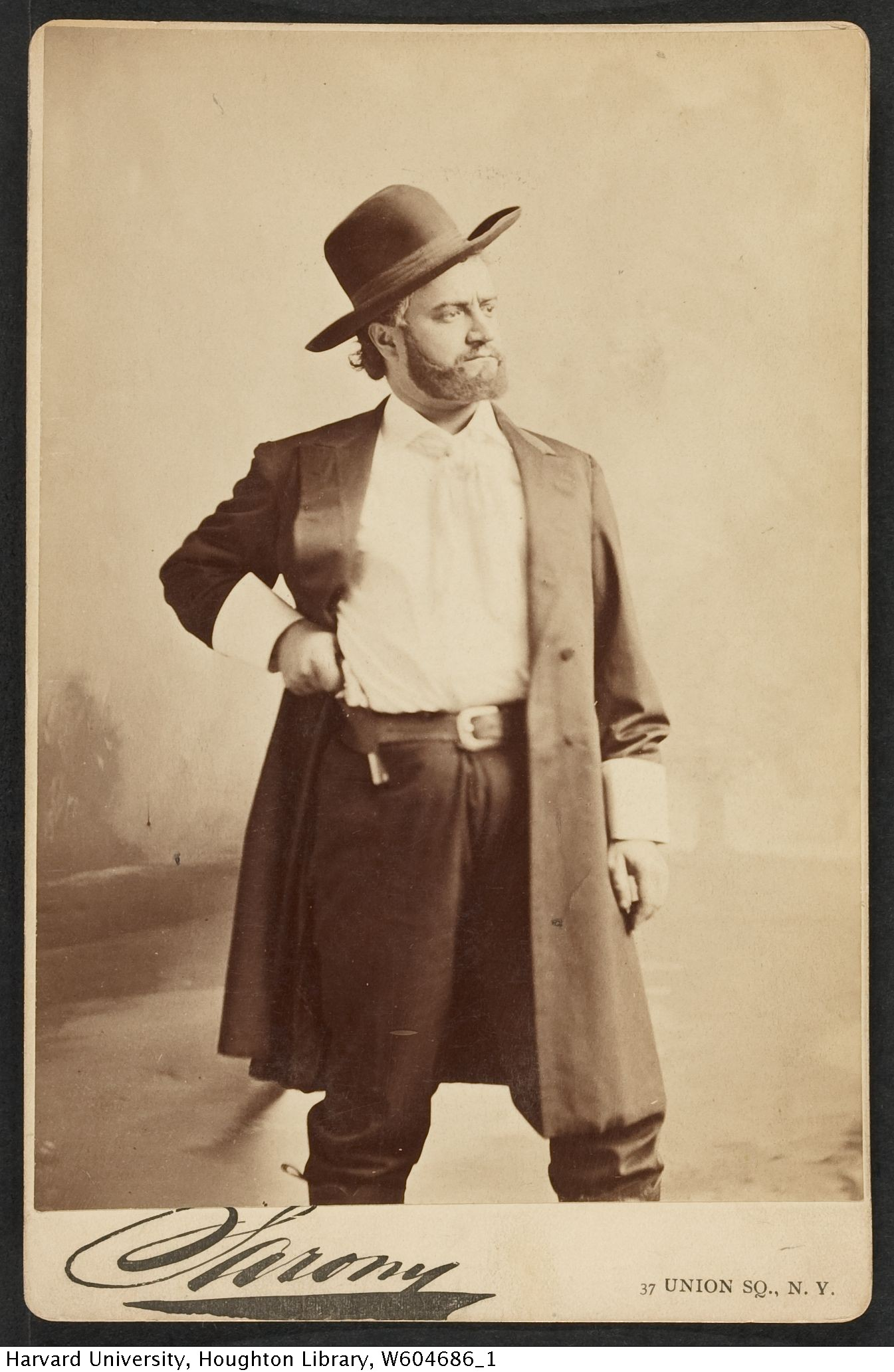
Louis Aldrich intorno alla fine del XIX secolo

Louis Aldrich nacque in Ohio il 1º ottobre 1843.
Non si posseggono molte informazioni biografiche riguardanti la famiglia e l'infanzia di Aldrich. Dovrebbe essere nato su una nave in trasferimento dalla Germania verso gli Stati Uniti oppure in una piccola città dell'Ohio.
Dopo la morte del padre e il successivo matrimonio di sua madre, fu adottato da una famiglia di Cincinnati, che si trasferì poi a Cleveland.
Ha frequentato il Whitewater College nella contea di Wayne, nell'Indiana, fino al 1857.
Si avvicinò sin da piccolo al mondo del teatro, come confermò lo stesso Aldrich in un'intervista del 1894, in cui affermò di essere rimasto da solo sin da bambino, e di aver effettuato tournée con una compagnia teatrale come un bambino prodigio.
Nel 1855, all'età di undici anni, debuttò sul palcoscenico nel ruolo di protagonista, con vari pseudonimi in spettacoli shakespeariani, interpretando Riccardo III, Macbeth, Shylock ne Il mercante di Venezia, Claude Melnotte, Young Norval nella tragedia Douglas di John Home, e altri eroi del dramma classico prima del 1857, publicizzato come "bambino prodigio", e dopo due anni entrò nei Marsh Players di Saint Louis con il suo vero nome, con i quali collaborò dal 1858 al 1863, andando nel 1860 in California e quindi in Australia e in Nuova Zelanda, dove rimasero due anni e mezzo. Nel 1863 la compagnia tornò in California e si sciolse dopo aver recitato a San Francisco per un mese.
Nel prosieguo della sua carriera recitò a New York, al Boston Theatre per otto anni assieme a Edwin Forrest, John Wilkes Booth, Pauline Cushman e altri attori celebri contemporanei.
Fu primattore della compagnia di John Drew nel 1873-1874, e dal 1879, per sei anni, recitò in quella che risultò la sua performance più ricordata, My Partner di R. Campbell.
Successivamente recitò in numerose compagnie a Filadelfia, a Baltimora, a New York, con occasionali ritorni di successi con My Partner.
Promosse e diresse la fondazione di una casa di riposo per vecchi attori che divenne l'Actor's Home di State Island.
Louis Aldrich morì il 17 giugno 1901 a Kennebunkport, a causa di un ictus, per il quale era malato già da qualche tempo e si era trasferito da Atlantic City a Boston per effettuare trattamenti, soggiornando a Kennebunkport quando il clima diventava caldo.